# Marti Malloyová
Martilou "Marti" Malloyová (* 23. června 1986) je americká zápasnice – judistka a grapplerka, bronzová olympijská medailistka z roku 2012.

## Sportovní kariéra
S judem začínala v 6 letech v armádním bojovém klubu NASWI na Whidbeyho ostrově v rodném Oak Harbor. Po skončení střední školy Oak Harbor High pokračovala v tréninku na San Jose State University pod vedením Yoshe Uchidy a později Mika Swaina. V americké ženské reprezentaci se pohybovala od roku 2006 v lehké váze do 57 kg. V roce 2008 se neúspěšně snažila kvalifikovat na olympijské hry v Pekingu ve vyšší polostřední váze do 63 kg.
Poprvé na sebe výrazně upozornila v roce 2010 a v roce 2012 se kvalifikovala na olympijské hry v Londýně. Hned v úvodním kole způsobila jedno z největších překvapení turnaje, když v závěrečné minutě prodloužení vybodovala technikou sumi-gaeši favorizovanou Portugalku Telmu Monteirovou. V semifinále však při nástupu do o-uči-gari zaváhala a Rumunka Corina Căprioriuová jí kontrovala na ippon. V boji o třetí místo porazila na ippon technikou ko-uči-gari obhájkyni prvenství Italku Giulii Quintavalleovou a vybojovala bronzovou olympijskou medaili.
V roce 2016 se kvalifikovala na olympijské hry v Riu, ale takticky nezvládla úvodní zápas s Tchajwankou Lien Čen-ling a prohrála na tresty (šida).

### Vítězství
- 2010 - 2x světový pohár (San Salvador, Miami)
- 2011 - 1x světový pohár (Miami)
- 2013 - 1x světový pohár (Miami)
- 2014 - 1x světový pohár (Miami)
- 2016 - 1x světový pohár (Havana)
- 2017 - 1x světový pohár (Cancun)

## Výsledky
| Turnaj                  | 2002       | 2003       | 2004       | 2005       | 2006       | 2007     | 2008     | 2009       | 2010       | 2011       | 2012       | 2013       | 2014       | 2015       | 2016       | 2017       |
| Turnaj                  | 16         | 17         | 18         | 19         | 20         | 21       | 22       | 23         | 24         | 25         | 26         | 27         | 28         | 29         | 30         | 31         |
| Turnaj                  | lehká váha | lehká váha | lehká váha | lehká váha | lehká váha | polostř. | polostř. | lehká váha | lehká váha | lehká váha | lehká váha | lehká váha | lehká váha | lehká váha | lehká váha | lehká váha |
| ----------------------- | ---------- | ---------- | ---------- | ---------- | ---------- | -------- | -------- | ---------- | ---------- | ---------- | ---------- | ---------- | ---------- | ---------- | ---------- | ---------- |
| Olympijské hry          |            |            | —          |            |            |          | —        |            |            |            | 3.         |            |            |            | úč.        |            |
| Mistrovství světa       |            | —          |            | —          |            | úč.      |          | úč.        | úč.        | 5.         |            | 2.         | úč.        | 5.         |            | úč.        |
| Panamerické hry         |            | —          |            |            |            | 5.       |          |            |            | —          |            |            |            | 1.         |            |            |
| Panamerické mistrovství | —          | —          | —          | —          | —          | —        | úč.      | —          | 2.         | 2.         | —          | 2.         | 1.         | 1.         | 1.         | 3.         |
| MS juniorů              | úč.        |            | —          |            |            |          |          |            |            |            |            |            |            |            |            |            |